# Detzem
Detzem est une municipalité de la Verbandsgemeinde Schweich an der Römischen Weinstraße, dans l'arrondissement de Trèves-Sarrebourg, en Rhénanie-Palatinat, dans l'ouest de l'Allemagne.